# محرر سياسي
المحرر السياسي في الصحف ووسائل الإعلام المُذاعة هو صحفي سياسي أول يغطي السياسة والشؤون المتعلقة بها للصحيفة أو القناة التي يعمل لصالحها. وقد يرأس فريق عمل كبيرًا من المراسلين السياسيين.
وفي مجال النشر، نظرًا لأن المحررين السياسيين يكونون من المحررين الأوائل، توضَع أسماؤهم عادةً على الأخبار التي عمل عليها في الواقع العديد من زملائهم المبتدئين، وذلك لمنح الخبر قدرًا أكبر من المصداقية والإشارة إلى منصب المحرر الأول في جهة النشر. والمحرر السياسي يجري في أحيان كثيرة لقاءات هامة مع رئيس الوزراء والشخصيات الهامة في الحكومة، ويغطي أحداثًا مثل المؤتمرات الحزبية.
وفيما يلي أسماء بعض أشهر المحررين السياسيين، السابقين والحاليين:
- آدم بولتون (سكاي نيوز) منذ عام 1989
- توم برادبي (قناة آي تي إن) منذ 2005
- مايكل برونسون (قناة آي تي إن) 1986 - 2000 متقاعد
- جون كول (بي بي سي الإخبارية) 1981 - 1992 متقاعد
- جوليان هافيلاند (قناة آي تي إن) 1975 - 1981 صار فيما بعد محررًا سياسيًا في صحيفة تايمز
- دفيد هولمز (بي بي سي الإخبارية) 1975 - 1980 متقاعد
- آندرو مار (بي بي سي الإخبارية) 2000 - 2005 يعمل الآن مقدم تليفزيوني بقناة بي بي سي
- جلين ماثياس (قناة آي تي إن) 1981 - 1986 عمل بعد ذلك كمندوب انتخابات ومحرر سياسي في بي بي سي ويلز
- روبين أوكلي (بي بي سي الإخبارية) 1992 - 2000 يعمل الآن في سي إن إن
- برنارد بونسونبي (إس تي في نيوز) منذ عام 2000
- نيك روبنسون (آي تي إن) 2002 - 2005 (بي بي سي الإخبارية) منذ 2005
- بيتر هارديمان سكوت (بي بي سي نيوز) 1970 - 1975
- جون سيرجنت (قناة آي تي إن) 2000 - 2002 متقاعد
- جون سيمسون (بي بي سي الإخبارية) 1980 - 1992 يعمل الآن كمحرر شؤون عالمية في بي بي سي
- بريان تايلور (بي بي سي اسكتلندا) منذ 1985